# Carebaco-Meisterschaft 1981
Die Carebaco-Meisterschaft 1981 im Badminton fand in Port of Spain in Trinidad und Tobago statt. Es war die neunte Auflage der Titelkämpfe.

## Titelträger
| Disziplin    | Sieger                   |
| ------------ | ------------------------ |
| Herreneinzel | George Hugh              |
| Dameneinzel  | Marie Leyow              |
| Herrendoppel | George Hugh Sammy Leyow  |
| Damendoppel  | Anette Leyow Marie Leyow |
| Mixed        | George Hugh Marie Leyow  |
| Team         | Jamaika                  |